# Phytotelmatrichis osopaddington
Phytotelmatrichis osopaddington — вид перокрилих жуків з родини Ptiliidae, місце проживання — Перу. Учені з Міжнародного інституту дослідження видів (англ. International Institute for Species Exploration) визнали відкриття цього виду жука одним із десяти найцікавіших і незвичайних живих істот, описаних 2015 року.
Жук виявлений в дистрикті Косніпата (ісп. Distrito de Kosñipata), провінція Паукартамбо, регіон Куско.
Ці жуки є вельми малого розміру — довжина тіла близько 1 мм, мешкають у листкових мікроводоймах, виявлені на рослинах порядку імбироцвіті родів калатея (Calathea) (родина Марантові), геліконія, альпінія, ренеалмія.
Тоді ж був описаний новий вид Phytotelmatrichis peruviensis, обидва види віднесені до нового роду Phytotelmatrichis. Вид пойменований на честь ведмедика Паддінгтона — він уперше з'являється на Паддінгтонському вокзалі, прибувши із Дрімучого Перу.